# Masters de snooker 2021

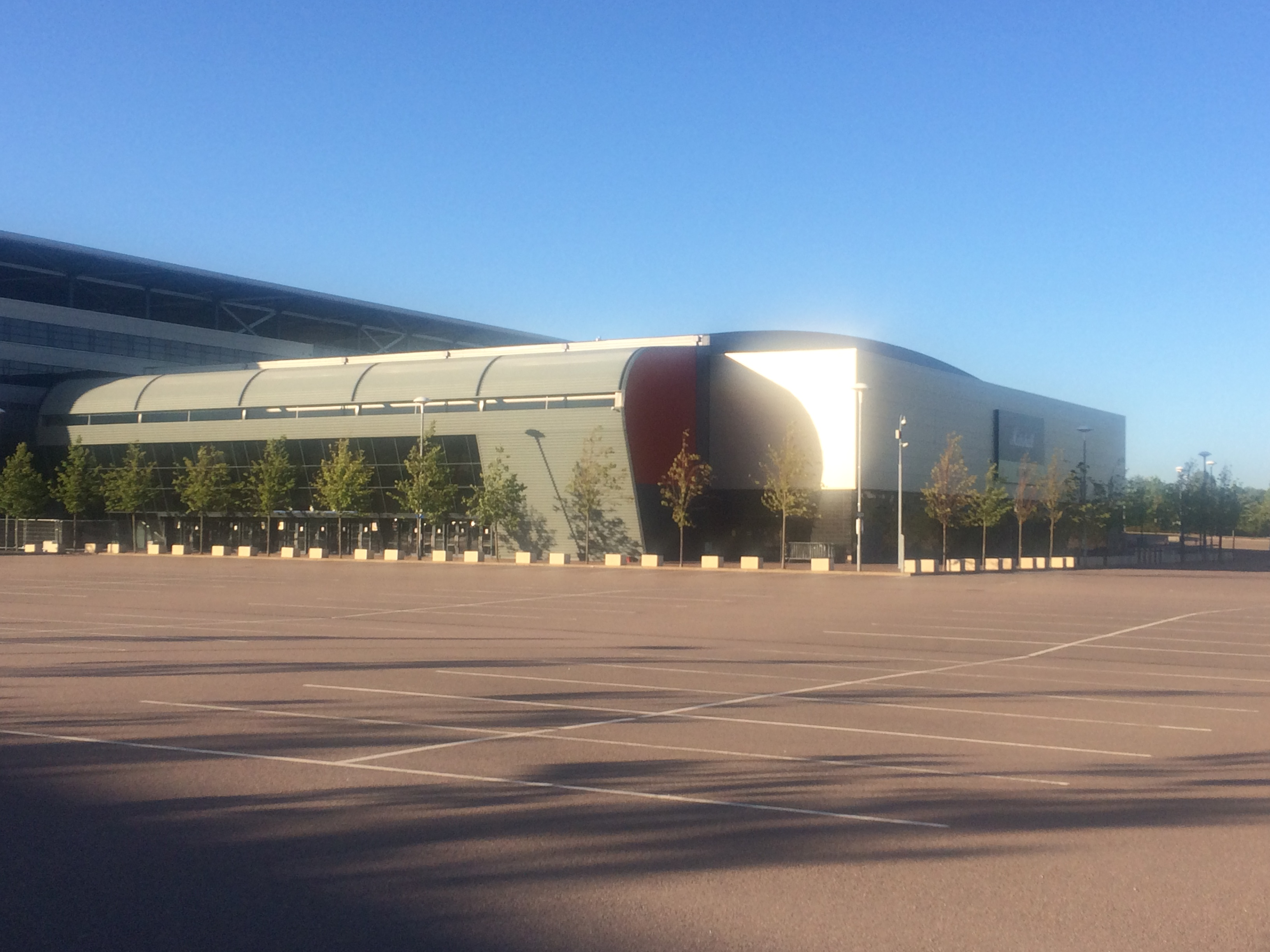
Marshall Arena de Milton Keynes

Les Masters 2021 sont la 47e édition de ce tournoi professionnel de snooker organisé par la World Professional Billiards and Snooker Association, qui réunit les 16 premiers joueurs du classement mondial de snooker. Ils ont lieu entre le 10 et le 17 janvier 2021 à la Marshall Arena de Milton Keynes, et seront joués à huis clos en raison de la pandémie de coronavirus. 
Cette compétition fait partie des trois tournois de la Triple couronne de la saison 2020-2021. Elle succède au Championnat du Royaume-Uni de novembre 2020, et précède le Championnat du monde en mai 2021.

## Déroulement

### Contexte avant le tournoi
Bien que depuis 2011, chaque édition des Masters se soit déroulée à l'Alexandra Palace de Londres, c'est la Marshall Arena de Milton Keynes qui accueille le tournoi cette année en raison de la recrudescence des cas de Covid-19 au Royaume-Uni. Tous les tournois se sont tenus dans ce lieu depuis le début de la saison, la Marshall Arena étant qualifiée de « lieu le plus sûr de la planète » par Barry Hearn, le dirigeant de World Snooker, en raison de la bulle de contrôle sanitaire mise en place.
Cette compétition est classée en catégorie non-classée (ne comptant pas pour le classement mondial). Comme le veut la tradition, elle rassemble les seize meilleurs joueurs au classement mondial : le tenant du titre Stuart Bingham et le dernier champion du monde Ronnie O'Sullivan sont systématiquement sélectionnés en tant que têtes de séries nos 1 et 2. Les 14 autres places sont allouées aux joueurs les mieux classés du moment selon la 4e révision du classement mondial de la saison (après le championnat du Royaume-Uni de décembre 2020).
Ce tournoi se présente comme la deuxième épreuve de la Triple Couronne (Triple Crown en anglais), un ensemble de trois tournois britanniques universellement reconnus comme étant les plus prestigieux dans le snooker. Les autres tournois constituant la Triple Couronne sont le Championnat du Royaume-Uni qui s'est déroulé en décembre 2020 et le Championnat du monde qui se tiendra en mai 2021. Les joueurs qui ont remporté au moins une fois ces trois tournois arborent une couronne dorée brodée sur leur veston.
Stuart Bingham est le tenant du titre, il s'était imposé l'an passé contre Ali Carter en finale 10 à 8.
Toutes les rencontres seront retransmises sur la BBC en Grande Bretagne et sur Eurosport en Europe.

### Faits marquants
Judd Trump et Jack Lisowski ont été testés positifs à la Covid-19 la veille du début du tournoi. Ils ont été respectivement remplacés par Joe Perry et Gary Wilson.
Lors de leur quart de finale, Ronnie O'Sullivan et John Higgins s'affrontaient pour la 65e fois de leurs carrières. Ils ont réalisé cinq centuries consécutifs, égalant le record des Masters.
Lors de sa toute première participation à ce tournoi, à seulement 20 ans, le Chinois Yan Bingtao atteint la finale après avoir remporté trois rencontres à la manche décisive. Il a éliminé le no 2 mondial Neil Robertson, Stephen Maguire et le champion sortant Stuart Bingham. Il devient ainsi le plus jeune finaliste des Masters depuis son compatriote Ding Junhui en 2007. Le jeune Chinois réussit l'exploit de remporter les Masters en battant le vétéran John Higgins en finale par 10 manches à 8. Il devient ainsi le plus jeune vainqueur des Masters depuis Ronnie O'Sullivan qui avait remporté le même titre à 19 ans, et devient le deuxième joueur asiatique après son compatriote Ding Junhui à s'adjuger un tournoi de la Triple Couronne.

## Dotation
La répartition des prix pour cette année est la même que l'année précédente :
- Vainqueur : 250 000 £[N 1]
- Finaliste : 100 000 £
- Demi-finalistes : 60 000 £
- Quart de finalistes : 30 000 £
- 8es de finalistes : 15 000 £
- Meilleur break : 15 000 £

Dotation totale : 725 000 £

## Tableau
|  | 8es de finale au meilleur des 11 manches | 8es de finale au meilleur des 11 manches | 8es de finale au meilleur des 11 manches |   |                | Quart de finales au meilleur des 11 manches | Quart de finales au meilleur des 11 manches | Quart de finales au meilleur des 11 manches |  |    | Demi-finales au meilleur des 11 manches | Demi-finales au meilleur des 11 manches | Demi-finales au meilleur des 11 manches |  |    | Finale au meilleur des 19 manches | Finale au meilleur des 19 manches | Finale au meilleur des 19 manches |
|  |                                          |                                          |                                          |   |                |                                             |                                             |                                             |  |    |                                         |                                         |                                         |  |    |                                   |                                   |                                   |
|  | 1                                        | Stuart Bingham                           | 6                                        |   |                |                                             |                                             |                                             |  |    |                                         |                                         |                                         |  |    |                                   |                                   |                                   |
|  | 16                                       | Thepchaiya Un-Nooh                       | 4                                        |   |                |                                             |                                             |                                             |  |    |                                         |                                         |                                         |  |    |                                   |                                   |                                   |
|  | 16                                       | Thepchaiya Un-Nooh                       | 4                                        |   | 1              | Stuart Bingham                              | 6                                           |                                             |  |    |                                         |                                         |                                         |  |    |                                   |                                   |                                   |
|  |                                          |                                          |                                          |   | 1              | Stuart Bingham                              | 6                                           |                                             |  |    |                                         |                                         |                                         |  |    |                                   |                                   |                                   |
|  |                                          | 8                                        | Shaun Murphy                             | 3 |                |                                             |                                             |                                             |  |    |                                         |                                         |                                         |  |    |                                   |                                   |                                   |
|  | 8                                        | 8                                        | Shaun Murphy                             | 3 | Shaun Murphy   | 6                                           |                                             |                                             |  |    |                                         |                                         |                                         |  |    |                                   |                                   |                                   |
|  | 8                                        |                                          |                                          |   | Shaun Murphy   | 6                                           |                                             |                                             |  |    |                                         |                                         |                                         |  |    |                                   |                                   |                                   |
|  | 14                                       | Mark Williams                            | 4                                        |   |                |                                             |                                             |                                             |  |    |                                         |                                         |                                         |  |    |                                   |                                   |                                   |
|  | 14                                       | Mark Williams                            | 4                                        |   |                |                                             |                                             |                                             |  | 1  | Stuart Bingham                          | 5                                       |                                         |  |    |                                   |                                   |                                   |
|  |                                          |                                          |                                          |   |                |                                             |                                             |                                             |  | 1  | Stuart Bingham                          | 5                                       |                                         |  |    |                                   |                                   |                                   |
|  |                                          | 12                                       | Yan Bingtao                              | 6 |                |                                             |                                             |                                             |  |    |                                         |                                         |                                         |  |    |                                   |                                   |                                   |
|  | 5                                        | 12                                       | Yan Bingtao                              | 6 | Mark Selby     | 3                                           |                                             |                                             |  |    |                                         |                                         |                                         |  |    |                                   |                                   |                                   |
|  | 5                                        |                                          |                                          |   | Mark Selby     | 3                                           |                                             |                                             |  |    |                                         |                                         |                                         |  |    |                                   |                                   |                                   |
|  | 9                                        | Stephen Maguire                          | 6                                        |   |                |                                             |                                             |                                             |  |    |                                         |                                         |                                         |  |    |                                   |                                   |                                   |
|  | 9                                        | Stephen Maguire                          | 6                                        |   | 9              | Stephen Maguire                             | 5                                           |                                             |  |    |                                         |                                         |                                         |  |    |                                   |                                   |                                   |
|  |                                          |                                          |                                          |   | 9              | Stephen Maguire                             | 5                                           |                                             |  |    |                                         |                                         |                                         |  |    |                                   |                                   |                                   |
|  |                                          | 12                                       | Yan Bingtao                              | 6 |                |                                             |                                             |                                             |  |    |                                         |                                         |                                         |  |    |                                   |                                   |                                   |
|  | 4                                        | 12                                       | Yan Bingtao                              | 6 | Neil Robertson | 5                                           |                                             |                                             |  |    |                                         |                                         |                                         |  |    |                                   |                                   |                                   |
|  | 4                                        |                                          |                                          |   | Neil Robertson | 5                                           |                                             |                                             |  |    |                                         |                                         |                                         |  |    |                                   |                                   |                                   |
|  | 12                                       | Yan Bingtao                              | 6                                        |   |                |                                             |                                             |                                             |  |    |                                         |                                         |                                         |  |    |                                   |                                   |                                   |
|  | 12                                       | Yan Bingtao                              | 6                                        |   |                |                                             |                                             |                                             |  |    |                                         |                                         |                                         |  | 12 | Yan Bingtao                       | 10                                |                                   |
|  |                                          |                                          |                                          |   |                |                                             |                                             |                                             |  |    |                                         |                                         |                                         |  | 12 | Yan Bingtao                       | 10                                |                                   |
|  |                                          | 7                                        | John Higgins                             | 8 |                |                                             |                                             |                                             |  |    |                                         |                                         |                                         |  |    |                                   |                                   |                                   |
|  | 17*                                      | 7                                        | John Higgins                             | 8 | Joe Perry      | 2                                           |                                             |                                             |  |    |                                         |                                         |                                         |  |    |                                   |                                   |                                   |
|  | 17*                                      |                                          |                                          |   | Joe Perry      | 2                                           |                                             |                                             |  |    |                                         |                                         |                                         |  |    |                                   |                                   |                                   |
|  | 13                                       | David Gilbert                            | 6                                        |   |                |                                             |                                             |                                             |  |    |                                         |                                         |                                         |  |    |                                   |                                   |                                   |
|  | 13                                       | David Gilbert                            | 6                                        |   | 13             | David Gilbert                               | 6                                           |                                             |  |    |                                         |                                         |                                         |  |    |                                   |                                   |                                   |
|  |                                          |                                          |                                          |   | 13             | David Gilbert                               | 6                                           |                                             |  |    |                                         |                                         |                                         |  |    |                                   |                                   |                                   |
|  |                                          | 6                                        | Kyren Wilson                             | 5 |                |                                             |                                             |                                             |  |    |                                         |                                         |                                         |  |    |                                   |                                   |                                   |
|  | 6                                        | 6                                        | Kyren Wilson                             | 5 | Kyren Wilson   | 6                                           |                                             |                                             |  |    |                                         |                                         |                                         |  |    |                                   |                                   |                                   |
|  | 6                                        |                                          |                                          |   | Kyren Wilson   | 6                                           |                                             |                                             |  |    |                                         |                                         |                                         |  |    |                                   |                                   |                                   |
|  | 18*                                      | Gary Wilson                              | 2                                        |   |                |                                             |                                             |                                             |  |    |                                         |                                         |                                         |  |    |                                   |                                   |                                   |
|  | 18*                                      | Gary Wilson                              | 2                                        |   |                |                                             |                                             |                                             |  | 13 | David Gilbert                           | 4                                       |                                         |  |    |                                   |                                   |                                   |
|  |                                          |                                          |                                          |   |                |                                             |                                             |                                             |  | 13 | David Gilbert                           | 4                                       |                                         |  |    |                                   |                                   |                                   |
|  |                                          | 7                                        | John Higgins                             | 6 |                |                                             |                                             |                                             |  |    |                                         |                                         |                                         |  |    |                                   |                                   |                                   |
|  | 7                                        | 7                                        | John Higgins                             | 6 | John Higgins   | 6                                           |                                             |                                             |  |    |                                         |                                         |                                         |  |    |                                   |                                   |                                   |
|  | 7                                        |                                          |                                          |   | John Higgins   | 6                                           |                                             |                                             |  |    |                                         |                                         |                                         |  |    |                                   |                                   |                                   |
|  | 10                                       | Mark Allen                               | 5                                        |   |                |                                             |                                             |                                             |  |    |                                         |                                         |                                         |  |    |                                   |                                   |                                   |
|  | 10                                       | Mark Allen                               | 5                                        |   | 7              | John Higgins                                | 6                                           |                                             |  |    |                                         |                                         |                                         |  |    |                                   |                                   |                                   |
|  |                                          |                                          |                                          |   | 7              | John Higgins                                | 6                                           |                                             |  |    |                                         |                                         |                                         |  |    |                                   |                                   |                                   |
|  |                                          | 2                                        | Ronnie O'Sullivan                        | 3 |                |                                             |                                             |                                             |  |    |                                         |                                         |                                         |  |    |                                   |                                   |                                   |
|  | 11                                       | 2                                        | Ronnie O'Sullivan                        | 3 | Ding Junhui    | 5                                           |                                             |                                             |  |    |                                         |                                         |                                         |  |    |                                   |                                   |                                   |
|  | 11                                       |                                          |                                          |   | Ding Junhui    | 5                                           |                                             |                                             |  |    |                                         |                                         |                                         |  |    |                                   |                                   |                                   |
|  | 2                                        | Ronnie O'Sullivan                        | 6                                        |   |                |                                             |                                             |                                             |  |    |                                         |                                         |                                         |  |    |                                   |                                   |                                   |

## Finale
| Finale au meilleur des 19 manches Arbitre : Paul Collier |                          |                         |
| Yan Bingtao (12) Chine                                   | 10 - 8 ( - )             | John Higgins (7) Écosse |
| 1 103                                                    | Centuries Meilleur break | 1 116                   |
| Yan Bingtao remporte les Masters 2021                    |                          |                         |

## Centuries du tournoi
- 145, 134, 116, 110, 107, 106  John Higgins
- 141, 123, 103, 100  Yan Bingtao
- 137, 102  Stephen Maguire
- 136, 114, 108, 107  Kyren Wilson
- 133, 114  Stuart Bingham
- 129, 128  Ding Junhui
- 125, 103, 103, 100  Ronnie O'Sullivan
- 121  Neil Robertson
- 113  Thepchaiya Un-Nooh
- 108, 108  Mark Williams
- 108  Joe Perry
- 106  Mark Allen